# ウエスタンランド
ウエスタンランド（Westernland、略称：WL、W/L）とは、東京ディズニーランド (TDL) にあるテーマランドの一つである。

## 概要
1790年代から1880年代のアメリカ開拓時代の西部の街並みをイメージしてつくられたエリア。
TDL以外のディズニーパークでは「フロンティアランド」 (Frontierland) という名称になっている。東京ディズニーランドのみ名称が異なるのは、"フロンティア（開拓）"という言葉が日本人にとっては馴染みが少ないという配慮からである。
ハロウィンイベント（「ディズニー・ハロウィーン」）開催中はエリア中にカボチャやゴーストなどのモニュメントがデコレーションされる。
「ビッグサンダー・マウンテン」がある付近は、同アトラクション自体が人気である上、アトラクションの入り口付近はさほど広くないので、混雑することが多い。
2016年11月22日には「キャンプ・ウッドチャック」エリアがオープンした。

## 施設

### アトラクション
- ウエスタンランド・シューティングギャラリー
- カントリーベア・シアター
- 蒸気船マークトウェイン号
- ビッグサンダー・マウンテン
- トムソーヤ島いかだ

### グリーティング
- ウッドチャック・グリーティングトレイル

### ショップ
- フロンティア・ウッドクラフト
- ウエスタンウエア
- ゼネラルストア
- ウエスタンランド写真館
- トレーディングポスト
- カントリーベア・バンドワゴン
- ハッピーキャンパーサプライ

### レストラン
- プラザパビリオン・レストラン
- ペコスビル・カフェ
- スルーフットスーのダイヤモンドホースシュー
- ハングリーベア・レストラン
- キャンティーン
- キャンプ・ウッドチャック・キッチン
- ザ・ダイヤモンドホースシュー
- カウボーイ・クックハウス

クローズしたレストラン
- ラッキーナゲット・カフェ
- マイルロングバー
- チャックワゴン

### サービス施設（非公開施設を含む）
- ウエスタンランド救護室
- プリマハムラウンジ
- ハウスラウンジ
- 第一生命ラウンジ

## エンターテイメント

### 公演中のエンターテイメント
- ホースシュー・ラウンドアップ - 「ザ・ダイヤモンドホースシュー」のランチショー。
- ザ・ダイヤモンドホースシュー・プレゼンツ“ミッキー＆カンパニー” - 「ザ・ダイヤモンドホースシュー」のディナーショー。

### 終了したエンターテイメント
- ペコス・グーフィーのフロンティアレビュー
- ダイヤモンドホースシュー・レビュー
- フープ・ディー・ドゥー・レビュー
- スルーフットスーのダイニングファン
- ラッキーナゲット・スタンビート
- キッキン・カントリー
- プラザ・プレイタイム
- ファンダフル・ワンダフル・フレンズ
- フロンティア・ポッシー・バンド
- ファイブマイナーズ
- リバーボートラスカルズ
- Drバーカーの薬売り
- ラウンドアップ＆プレイ
- ワイルドウエスト・チャンス
- スーパードゥーパー・ジャンピンタイム

## Trivia
- 「カントリーベア・シアター」前には「ELIAS HOTEL」と描かれたホテルが建っている（もちろん、本物のホテルではなく、レストルームになっている）。この"ELIAS"という名前は、ウォルト・ディズニーの父親であるイライアス・ディズニー (Elias Disney) が由来。また、"ELIAS HOTEL"の屋根には星条旗が掲げられているが、ハロウィンイベント開催中はオレンジ色のハロウィン柄の旗に換えられる。
- ウエスタンランドには数ヵ所星条旗が掲げられているが、この星条旗はその掲げられている場所のテーマに沿った年代の星条旗が掲げられている。旗により星の数が異なる。
- トムソーヤ島にあるサム・クレメンス砦の名前は、『トム・ソーヤーの冒険』の原作者であるマーク・トウェインの本名に由来する。